# Johnny Dark
 Johnny Dark és una pel·lícula estatunidenca de George Sherman estrenada el 1954.

## Argument
Johnny Dark, un jove enginyer automobilistic, treballa en un nou projecte innovador  conjuntament amb l'amic Duke Benson, un corredor de curses. Al projecte col·labora també Liz, la filla de Fielding, l'amo de la fàbrica que li fa creure que està interessat i fermament decidit a construir aquest nou model, però no en fa res. Fielding, però, fa acomiadar Duke. Per provar el seu bòlid, Johnny Dark s'inscriu en una prova automobilística de la qual surt vencedor. El pilot, però, empès per l'entusiasme, pitxa l'accelerador sense veure els senyals de Johnny, acabant per sortir de la pista. Els dos amics es barallen: Duke imputa l'accident al cotxe, Johnny acusa Duke d'haver-lo conduït malament.

## Repartiment
- Tony Curtis: Johnny Dark
- Piper Laurie: Liz Fielding
- Don Taylor: Duke Benson
- Sidney Blackmer: James Fielding
- Paul Kelly: Scotty
- Ilka Chase: Abbie Binns
- Russell Johnson: Emory

## Producció
La pel·lícula va ser produïda per la Universal International Pictures (UI). Es va rodar en la Universal Studios, al 100 d'Universal City Plaza, Universal City.

## Distribució
Distribuïda per la Universal Pictures, la pel·lícula va ser estrenada el 22 juny 1954, sortint a Nova York el 25 juny.